# كيم غريست
كيم غريست (بالإنجليزية: Kim Greist)‏ هي عارضة وممثلة أمريكية، ولدت في 12 مايو 1958 في الولايات المتحدة.

## وصلات خارجية
- كيم غريست على موقع IMDb (الإنجليزية)
- كيم غريست على موقع روتن توميتوز (الإنجليزية)
- كيم غريست على موقع ألو سيني (الفرنسية)
- كيم غريست على موقع أول موفي (الإنجليزية)
- كيم غريست على موقع قاعدة بيانات الأفلام السويدية (السويدية)
- كيم غريست على موقع قاعدة بيانات الفيلم (الإنجليزية)
- كيم غريست على موقع كينوبويسك (الروسية)